# The Angel Levine
The Angel Levine é um filme de drama dos Estados Unidos de 1970 dirigido por Jan Kadar.

## Resumo
O anjo negro Levine está no céu e, por isso, tenta ajudar o velho Morris Mishkin.

## Elenco
- Zero Mostel
- Harry Belafonte
- Ida Kaminska
- Milo O'Shea
- Eli Wallach
- Anne Jackson
- Gloria Foster